# Svevi
Svevi (Suebi, Suevi, Suavi, Svebi) su bili germanski narod porijeklom iz blizine Baltičkog mora, a njihovi današnji potomci su njemački Švabe. Ime im potječe od proto-germanskog izraza swēbaz skovanog od riječi swē (značenja: vlastiti narod) i indoeuropskog korijena swe-, treće lice povratne zamjenice.

## Rana povijest
Rimljanima je Baltičko more bilo poznato pod nazivom Svevsko more. Rimski povjesničar Tacit je sve Germane oko Labe nazivao Svevima. Mnogi to vide kao pojednostavljenje zbog toga što Rimljani nisu imali mnogo kontakata s tim krajevima. Svevi su zatim prešli na područje Rajne, odnosno Njemačke, gdje njihovo ime nosi Švapska. Dio Sveva pod vodstvom Ariovista dolazi u Galiju na poziv lokalnog plemena, ali brzo počinju dominirati. Porazio ih je Gaj Julije Cezar 58. pr. Kr. Blisko su povezani s Alemanima i često s njima surađuju. Svevi uglavnom ostaju na desnoj obali Rajne do 31. prosinca 406., kada se pridružuju Vandalima i Alanima. Zajednički probijaju rimsku granicu kod Mainza i započinje invazija Galije. Dio Sveva, tzv. Sjeverne Švabe (sjeverni Svevi), spominju se 569. godine pod franačkim kraljem Zigbertom I. u području današnje Saske. U vezi sa Svevima spominju se Sasi i Langobardi 573. godine kako se vraćaju iz Italije.

## Naseljavanje Galicije
Dok su se Vandali i Alani sukobljavali s Francima oko toga tko će vladati Galijom, dotle su Svevi pod kraljem Hermerikom krenuli južnije, prešli Pirineje i došli na područje Pirinejskog poluotoka. Prolazeći kroz Baskiju, oni su se naselili u Galiciji u sjeverozapadnoj Španjolskoj. Položili su zakletvu rimskom caru Honoriju i dobili su carsko odobrenje da se nasele pod vlastitom autonomnom upravom. U slično vrijeme kad i Galicija, i otok Velika Britanija je bila pod vlastitom upravom. To su bila prva potkraljevstva koja su se počela stvarati na teritoriju raspadajućeg Zapadnog Rimskog Carstva. Svevska Galicija je predstavljala prvo podkraljevstvo, koje je kovalo vlastiti novac.

## Svevsko Kraljevstvo Galicija
Svevsko Kraljevstvo Galicija uspostavljeno je 410. i trajalo je do 584. Za razliku od Ostrogotskog u Italiji ili vizigotskog kraljevstva u Španjolskoj, Galicija nikad nije dobila neki veći politički značaj. Vrlo malo je ostalo od germanskog jezika, jer su Svevi brzo prihvatili lokalni španjolsko-rimski jezik. Procjenjuje se da je broj Sveva, koji su došli u Galiciju nije bio veći od 30.000. Grad Bracara Augusta (današnji Braga), sjedište rimske provincije Hispanije Galecije postao je prijestolnica Sveva. Dok su 416. Vizigoti došli na Pirinejski poluotok boriti se protiv Vandala i Alana, Svevi su proširili svoje kraljevstvo. U najboljim danima kraljevstvo je bilo do Matricea (Madrida) ili Hispalisa (Seville). Kralj Hermerik je 438. sklopio mir s lokalnim španjolsko-rimskim stanovništvom i abdicirao je u korist sina Rehila. Rehil umire 448., a Rehiar postaje kralj i prelazi na katoličanstvo 447. godine. Katoličanstvo postaje službena religija, iako ni Svevi ni veliki dio lokalnog stanovništva ne pripadaju toj religiji. Vizigotski kralj Teodorik II. pobjeđuje Sveve i otada se svevsko kraljevstvo počinje smanjivati. Vizigotski kralj Liuvigild osvaja kraljevstvo Sveva 585. godine, a zadnji svevski kralj Andeka silazi s prijestolja.

## Svevski kraljevi Galicije
- Hermerik (409. – 438.)
- Rehil (438. – 448.)
- Rehiar (448. – 456.)
- Agiulf (456. – 457.), samo na jugu
- Framta (456. – 457.), samo na jugu
- Maldras (457. – 459.), samo na jugu
- Rihimund (459. – 463.), samo na jugu
- Frumar (459. – 463.), samo na jugu
- Remismund (459. – 469.), u potpunosti od 463.

Tokom perioda od 469. do 550. imena svevskih vladara nisu poznata. 
- Kariarik (550. – 559.)
- Teodemar (559. – 570.)
- Miro od Galicije (570. – 583.)
- Eborik (zvan i Eurik') (583. – 584.)
- Andeka (584. – 585.), Leogovild ga je svrghuno i protjerao u samostan
- Malarik (585. – 586.), poražen u borbi protiv Leogovilda

Vizigoti osvajaju Svevsko kraljevstvo 585. godine.